# Паглиша (Клуж)
Паглиша (рум. Pâglişa) насеље је у Румунији у округу Клуж. Oпштина се налази на надморској висини од 398 m.

## Становништво
Према подацима из 2002. године у насељу је живело 169 становника, од којих су сви румунске националности.